# Giuseppe Bergomi
Giuseppe Bergomi (ur. 22 grudnia 1963 w Mediolanie) – włoski piłkarz grający jako obrońca.
Przez całą swoją karierę związany z Interem Mediolan.

## Kariera klubowa
W pierwszym zespole zadebiutował w styczniu 1980 roku w spotkaniu Pucharu Włoch przeciwko Juventusowi. Ówczesny trener klubu Eugenio Bersellini, który odważnie stawiał na Włocha – początkowo Bergomi występował jako prawy obrońca z czasem został przeniesiony na środek defensywy. W trakcie dziewiętnastu lat gry dla klubu Interu przeżył wiele zawirowań – prowadziło go dziewiętnastu szkoleniowców, klub miał trzech właścicieli, a gra Nerazzurrich często odbiegała od oczekiwań kibiców – mimo to, Bergomi pozostawał związany z klubem.
Decyzję o zakończeniu kariery podjął w 1999 roku, kiedy to nowy trener klubu – Marcello Lippi zakomunikował, że zamierza na jego pozycję ściągnąć francuza Laurenta Blanca, a jego nie widzi w swoich planach kadrowych.
Łącznie w barwach Interu rozegrał 758 spotkań – zajmuje drugie miejsce w rankingu wszech czasów za Javierem Zanettim – zdobył jedno Scudetto (1988/89), jeden Puchar Włoch (1981/82), jeden Superpuchar Włoch (1989) oraz trzy Puchary UEFA (1990/91, 1993/94, 1997/98).
Od 1992 do 1999 roku pełnił funkcje kapitana zespołu.

## Kariera reprezentacyjna
W reprezentacji Włoch debiutował tuż przed mistrzostwami świata w Hiszpanii, w kwietniu 1982 roku w spotkaniu przeciwko Niemcom Zachodnim (0:1).
Na mistrzostwach świata 1982 początkowo pełnił funkcję rezerwowego Fulvio Collovatiego. Swój pierwszy mecz rozegrał w decydującym spotkaniu drugiej fazy grupowej przeciwko Brazylii (3:2) – od tego momenty nie stracił już w miejsca w wyjściowej jedenastce występując w spotkaniach przeciwko Polsce w półfinale (2:0) i Niemcom Zachodnim w zwycięskim finale (3:1). W trakcie turnieju, zawodnik nosił czarne, gęste wąsy, przez co, pomimo zaledwie osiemnastu lat zyskał pseudonim Lo Zio (wujek).
Cztery lata później na mistrzostwach świata 1986 Włosi odpadli w 1/8 finału, a Bergomi rozegrał trzy spotkania. Na mistrzostwach świata 1990 był kapitanem reprezentacji Włoch, która zdobyła brązowy medal – Bergomi rozegrał wszystkie spotkania w pełnym wymiarze czasowym. Po nieudanych dla Squadra Azzurra eliminacjach do mistrzostwach Europy 1992 obrońca zniknął z kadry na kilka lat – wrócił do niej dopiero tuż przed mistrzostwami świata 1998 we Francji, gdzie rozegrał trzy spotkania.
Pomimo udziału w czterech turniejach o mistrzostwo świata – Bergomi nigdy nie rozegrał spotkania w eliminacjach do tego turnieju.
Bergomi jest również brązowym medalistą mistrzostw Europy 1988 – był to jedyny turniej Euro, na jakim zagrał.

## Sukcesy

### Klubowe
Inter Mediolan
- Serie A: 1988/89
- Puchar Włoch: 1981/82
- Superpuchar Włoch: 1989
- Puchar UEFA: 1990/91, 1993/94, 1997/98

### Reprezentacyjne
Włochy
- Mistrzostwo świata: 1982
- Brązowy medal mistrzostw świata: 1990

### Indywidualne
- FIFA 100: 2004